# Anna De Weert
Anna De Weert, nascuda Cogen; Anna Virginie Caroline De Weert (Gant, 27 maig 1867 – 12 maig 1950) va ser una pintora belga impressionista, assagista i prosista. És considerada una important pintora luminista.

## Biografia
Weert Va néixer a Ghent com a Anna Virginie Caroline Cogen. Filla de l'escriptora Clara Cogen-Ledeganck, el seu avi era Karel Lodewijk Ledeganck i els seus oncles, Alphons i Felix Cogen, eren pintors.
A finals del segle xix va ser estudiant del pintor belga Emile Claus. Ella i el seu marit, el polític liberal Maurice De Weert, van passar els estius amb ell durant aquells anys.
Anna Cogen era un artista productiva i va tenir una relació llarga amb el Cercle Artistique et Littéraire de la seva ciutat, després que ella primer hi exhibís l'any 1895.
Signava les seves obres amb el nom Anna de Weert i va formar part del cercle d'art Vie et Lumière que va fundar el 1904 amb Adrien-Joseph Heymans i Emile Claus. Va fer múltiples exposicions i va impartir conferències tant a Gant, com a altres indrets del seu país i fins i tot a l'estranger. Així, per exemple, l'any 1921 va formar part de l'Exposition d'oeuvres d'artistes belges que es va fer a Barcelona.
De Weert va pintar paisatges i natures mortes, entre altres temes, i va il·lustrar algunes publicacions de la seva mare, com Begijntjes i beguinages (1902).
Com a escriptora va ser principalment assagista i va treballar com a corresponsal del diari de Gant La Flandre libérale.
La seva obra es pot trobar amb els noms Anna Cogen, Anna de Weert, Anna de Weert-Cogen i Anna Cogen-Ledeganck.
El Museu de Belles Arts de Gant té un retrat seu, pintat per Emile Claus.

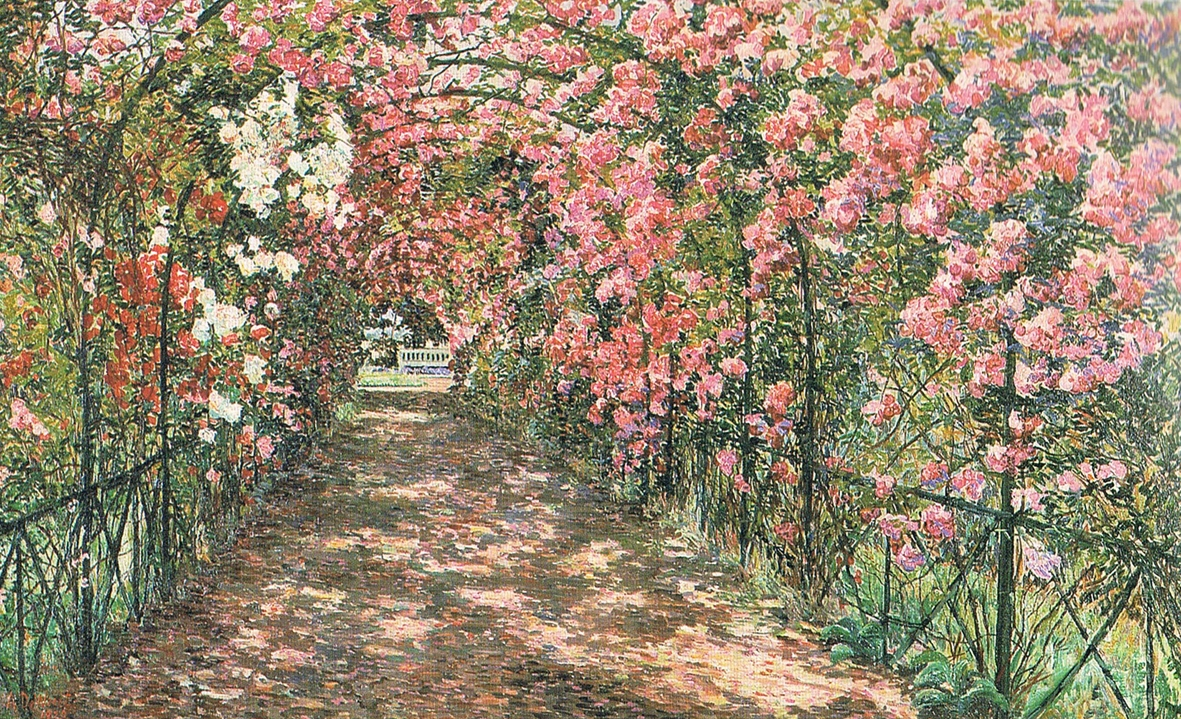
Tonnelle de rosiers, 1920. Col·lecció privada.

Va morir a Gant l'any 1950.